# Al Kamandjâti
 (juin 2018).
Si vous disposez d'ouvrages ou d'articles de référence ou si vous connaissez des sites web de qualité traitant du thème abordé ici, merci de compléter l'article en donnant les références utiles à sa vérifiabilité et en les liant à la section « Notes et références ».
Al Kamandjâti est une association à but non lucratif qui propose des cours de musique aux enfants palestiniens et leur donne la possibilité de participer à des orchestres dans la région ainsi que dans certains pays européens. 
Le siège de l’association est situé à Ramallah.

## Création
Al Kamandjâti a été fondé à Angers en France en octobre 2002 à l’initiative du violoniste Ramzi Aburedwan. L’idée même de créer l’association émane de sa propre histoire : lorsqu’il a avait huit ans, son meilleur ami a été tué au cours d’une opération militaire israélienne. C’est alors qu’il a participé à la première Intifada. Un photographe l’a d’ailleurs immortalisé, jetant des pierres sur les soldats israéliens. Ce cliché a fait le tour du monde,.

## Mission
L’association s’adresse à tous les enfants palestiniens mais vise en particulier ceux des camps de réfugiés et des villages de la Cisjordanie, de la Bande de Gaza et du Sud du Liban. L’objectif de l’association est de favoriser chez ces enfants la découverte du patrimoine culturel mais aussi de développer leur créativité, afin qu’ils échappent à un quotidien de violence. 
Dans les camps de réfugiés de Jénine, Deir Ghassaneh, Kalandia et Jalazone, en Cisjordanie mais aussi de Chatila et de Bourj el-Barajneh à Beyrouth, l'école de musique de l'association Al Kamandjâti forme des apprentis interprètes. Plus de 150 élèves s'inscrivent chaque année aux cours de théorie de la musique et d’apprentissage d'un ou plusieurs instruments. L'association fournit instruments, pupitres et partitions. Les cours sont assurés par des musiciens étrangers comme ceux de l'Orchestre arabo-andalou d'Anjou, de l'Orchestre de chambre de Paris ou le chef Diego Masson qui encadrent les jeunes bénévolement. Des concerts sont organisés en Cisjordanie mais parfois aussi en Israël, souvent annulés en raison des conflits,.

## Distinction
En 2006, l’association a reçu le Prince Claus Award des Pays-Bas.